# Teresa Lázaro Bernadas
Teresa Lázaro Bernadas (Barcelona, 1912 – Girona, 16 de desembre de 2004) va ser una pintora i dibuixant catalana. Va iniciar la seva carrera artística després de concloure els seus estudis de piano. El 1959 va realitzar seva primera exposició en la galeria El Jardín de Barcelona, institució que es posava a disposició d'artistes joves que realitzaven obres d'avantguarda i que s'acabà convertint en un lloc de llançament de nous valors, descobridor de nous artistes i en un punt constant d'incidència pública d'un tipus d'obra que no era l'habitual a les galeries del moment. Aquell mateix any va participar en la mostra “20 años de pintura española contemporánea” celebrada a Lisboa. Posteriorment va exposar individualment a diverses ciutats espanyoles i estrangeres com Madrid, Barcolna, Perpinyà, Lyon, Tarragona, Osaka, San Francisco i Nova York. Paral·lelament, va participar de forma col·lectiva al Saló de maig i al Salón Femenino de Arte Actual de Barcelona, així com a la Bienal Hispanoamericana de Arte i les Biennals d'Art de Tokio i Brussel·les, entre d'altres.
Lázaro Bernadas va dedicar-se no només a la pintura sinó també al gravat i a la litografia. També va desenvolupar activitats de promoció artística, primer a la galeria El Jardín (1953-1957), juntament amb Joan Fluvià, i després a Art Difusió (1972-1980).
La seva pintura va passar per períodes clarament diferenciats. La seva trajectòria es va iniciar amb una pintura influenciada per Giorgio Morandi i el seu sentit sobri i construït de la forma, seguida per una etapa de realisme màgic afí a l'estètica de Dau al Set i una gravitació més o menys intermitent dels corrents abstractes i de l'expressionisme. Com a característiques constants del seu estil cal destacar l'aprofitament del color i dels seus matisos per a crear suggestives atmosferes de misteri.

## Obres destacades
- c. 1967 - Composició (oli sobre tela), conservada a la Biblioteca Museu Víctor Balaguer.[4]
- 1961 - Composició en negre (oli sobre tela), conservada a la Biblioteca Museu Víctor Balaguer.[4]